# Plowmanianthus
Plowmanianthus Faden & C.R.Hardy – rodzaj roślin z rodziny komelinowatych. Obejmuje pięć gatunków występujących w Panamie, Kolumbii, Ekwadorze, Peru i północnej Brazylii.
Nazwa naukowa rodzaju honoruje Timothy Plowmana, amerykańskiego etnobotanika, żyjącego w latach 1944–1989. 

## Morfologia
PokrójPłożące się, wieloletnie, naziemne rośliny zielne osiągające 40 cm wysokości.
KorzenieCienkie, włókniste.
PędyNierozgałęzione lub rzadziej rozgałęzione, o monopodialnym typie wzrostu, międzywęźla słabo do umiarkowanie wydłużonych.
LiścieUlistnienie skrętoległe. Blaszki liściowe zebrane w rozety, ogonkowe, o orzęsionych brzegach, różnych kształtów.
KwiatyZebrane w tyrs, zwykle zredukowany do pojedynczej dwurzędki, wyrastający z pachwin dolnych liści, wsparty małą, lancetowatą podsadką. Trzy listki zewnętrznego okółka okwiatu niemal równej wielkości (dolny szerszy od górnych), wolne, owłosione, trwałe; trzy listki wewnętrznego okółka okwiatu nierówne (dolny zwykle nieco szerszy od pozostałych), wolne, u podstawy zwężone, z frędzelkowatymi włoskami na dystalnych brzegach, fioletowe, niebieskofioletowe lub białe. Trzy pręciki położone w górnej części kwiatu, nadległe listkom okwiatu. Nitki pręcików wolne lub zrośnięte u nasady, bródkowate. Pylniki pękające wzdłużnie, połączone wąskim łącznikiem, skierowane do wewnątrz. Trzy prątniczki położone w dolnej części kwiatu, nadległe listkom okwiatu, zwykle niepozorne lub niemal niewidoczne, nagie, bez pylników. Zalążnia siedząca, trójkomorowa, gęsto omszona. Szyjka słupka prosta lub lekko wygięta, pusta w środku, zakończona brodawkowatym znamieniem, brzegowo orzęsionym (z wyjątkiem P. perforans).
OwocePękające komorowo torebki zawierające w każdej komorze do 4 nasion, eliptycznych do nerkowatych, nieco spłaszczonych grzbietowo-brzusznie.
Gatunki podobneRośliny zaliczane do rodzaju Cochliostema, które jednak są epifitami lub litofitami o bardzo mięsistych, paskowatych do łopatkowatych liściach.
GenetykaLiczba chromosomów 2n wynosi 38. Chromosomy są duże i subtelocentryczne, z wyjątkiem jednej (największej) pary, która jest submetacentryczna do subtelocentrycznej z wtórnym zwężeniem.

## Systematyka
Pozycja systematycznaRodzaj z podplemienia Dichorisandrinae w plemieniu Tradescantieae podrodziny Commelinoideae w rodzinie komelinowatych (Commelinaceae).
Wykaz gatunków
- Plowmanianthus dressleri Faden & C.R.Hardy
- Plowmanianthus grandifolius Faden & C.R.Hardy
- Plowmanianthus panamensis Faden & C.R.Hardy
- Plowmanianthus perforans Faden & C.R.Hardy
- Plowmanianthus peruvianus C.R.Hardy & Faden